# Elettroforesi bidimensionale

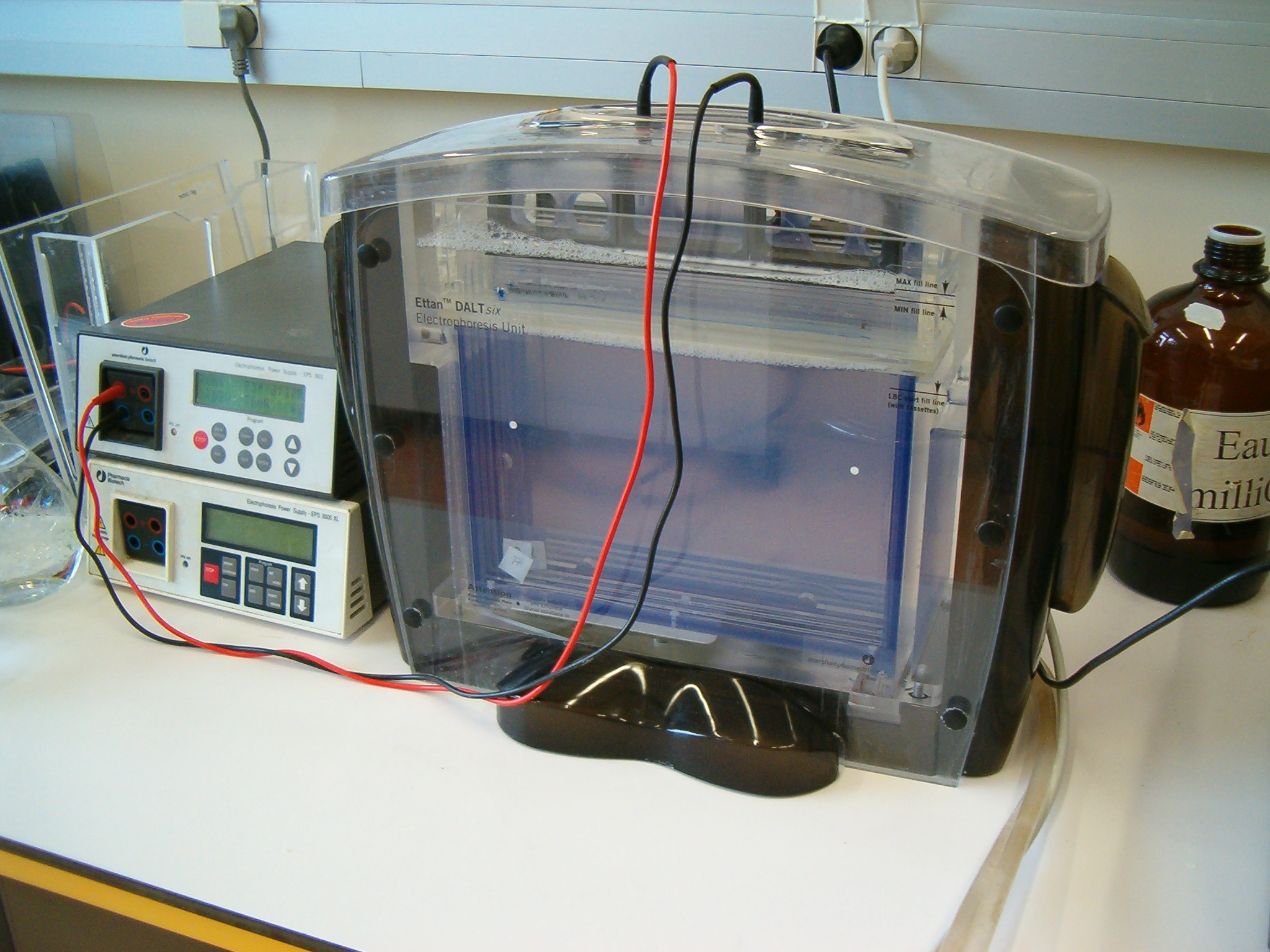
Apparecchiatura per elettroforesi bidimensionale

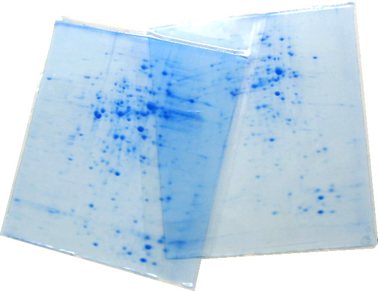
2D-Gels (colorazione con Blue di Coomassie)

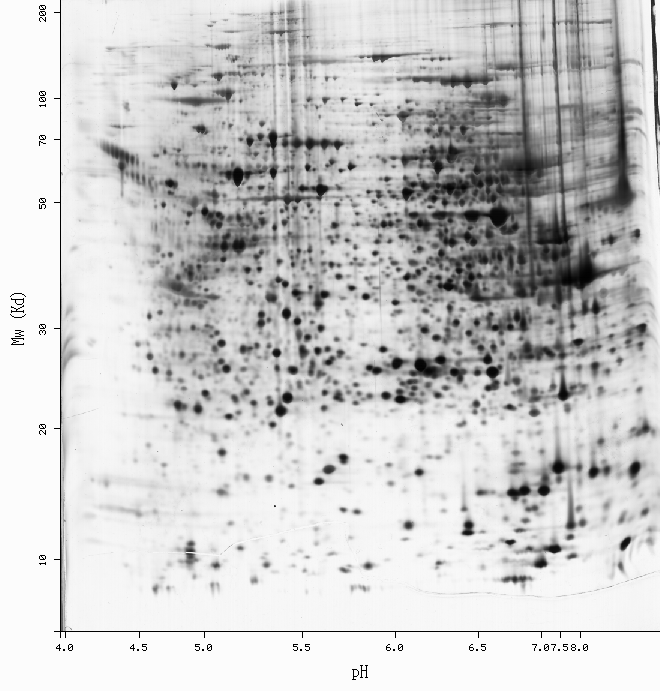
2D-Gel di proteine umane. In ordinata la separazione è avvenuta in base al peso molecolare (espresso in KDalton), in ascissa in base al valore di punto isoelettrico

L'elettroforesi bidimensionale o elettroforesi 2D è un tipo di tecnica elettroforetica utilizzata nel campo della proteomica per separare miscele proteiche complesse (formate cioè da più specie proteiche differenti), come ad esempio una miscela di proteine estratta da una cellula in un dato momento del ciclo cellulare. 
La tecnica, come anticipa il nome, consta di due dimensioni ortogonali lungo le quali sono separate le diverse proteine. In proteomica, il termine ortogonale indica in genere due dimensioni lungo le quali la separazione avviene sfruttando principi fisici differenti, che non sono influenzati l'uno dall'altro. Nel caso dell'elettroforesi bidimensionale, i principi più utilizzati sono il punto isoelettrico e il peso molecolare.
Per analisi comparative è fondamentale avere un elevato grado di riproducibilità:
- riduzione della variabilità del campione biologico
- riduzione della variabilità sperimentale
- accurata analisi statistica dei dati prodotti

## Prima dimensione
La prima dimensione utilizza solitamente un gradiente di pH ottenuto grazie a molecole anfotere che sono fatte migrare all'interno di un supporto, costituito in genere da un gel di poliacrilammide, posto in un campo elettrico. Negli ultimi anni si sono diffuse nei laboratori strisce (strip) prefabbricate, in cui sono immobilizzati degli anfoliti; durante la polimerizzazione, il gel costituente le strip, è sottoposto a un campo elettrico esterno in modo che si venga a generare il gradiente di pH. Questo sistema basato sulle strip garantisce una maggiore stabilità del gradiente ed un'elevata riproducibilità sperimentale.
Il campione viene caricato sul gel; il campo elettrico applicato fa sì che le proteine, presenti in forma ione, si muovano fino a raggiungere il proprio punto isoelettrico, perché ogni molecola si trova sotto forma di zwitterione a carica complessiva pari a zero. Il processo descritto prende il nome di isoelettrofocalizzazione (IEF o isoelectrofocusing).

## Seconda dimensione
Durante la seconda dimensione il campione viene trattato con SDS (sodio dodecilsolfato) per conferire a tutte le proteine una carica elettrica netta negativa. Segue quindi una classica SDS-PAGE in cui le specie proteiche si dividono in funzione del loro peso molecolare.
Le proteine sono infine evidenziate mediante colorazione, utilizzando ad esempio il blu di Coomassie o il nitrato d'argento.
Le mappe ottenute sono analizzate poi con un densitometro: ad ogni pixel viene associato un valore di assorbanza che è proporzionale alla concentrazione delle proteine presenti in quel pixel.
Quando si confrontano due campioni è importante analizzare dai tre ai nove replicati per ogni campione ed eseguire da tre a nove replicati analitici per ogni replicato biologico.
I replicati biologici annullano la variabilità biologica mentre i replicati analitici annullano la variabilità sperimentale. Dal confronto di più mappe è poi infine possibile rilevare differenze statistiche significative nell'espressione genica.

## Two dimensional differential gel electrophoresis (DiGE)
Un miglioramento dell'elettroforesi bidimensionale è stato apportato con l'avvento della tecnica DiGE nella quale le proteine vengono marcate prima di essere analizzate. Con la tecnica DiGE è inoltre possibile caricare più di un campione alla volta in quanto ad ogni campione viene legata una molecola che produce una fluorescenza differente. Le proteine vengono marcate con molecole chiamate cianine che fungono da coloranti legando il gruppo amminico libero dei residui di lisina.